# Christopher Strachey
Christopher S. Strachey (Hampstead, 16 de novembro de 1916 – Oxford, 18 de maio de 1975) foi um cientista da computação britânico. Ele foi um dos fundadores da semântica formal e um pioneiro no projeto de linguagens de programação e computadores de temporização compartilhados. Ela era membro da família Strachey, proeminente no governo, na arte, na administração e na academia.